# Nauruan
Ne pas confondre avec le groupe ethnique des Nauruans
Le nauruan, en nauruan dorerin Naoero, est une langue austronésienne du groupe malayo-polynésien oriental parlée uniquement à Nauru dont elle est la langue officielle.
Le nauruan fait partie des langues océaniennes et du sous-groupe micronésien, appartenant à la grande famille des langues austronésiennes, mais son relatif isolement et sans doute sa généalogie complexe en font une langue difficile à classer.
Les locuteurs de cette langue sont environ 7 000, soit la moitié des habitants de l'île, et parlent également l'anglais pour la plupart.

## Histoire
Les Nauruans, premiers habitants de Nauru, sont vraisemblablement originaires d'un métissage de populations micronésiennes, mélanésiennes et chinoises arrivées en deux vagues sur l'île. La société nauruane s'organise alors en un ensemble de douze tribus.
Faute de données archéologiques ou de sources écrites, le mode de formation du nauruan nous est inconnu. Un rapport édité à Sydney en 1937 fait état de nombreux dialectes présents avant la colonisation de l'île et rendant l'inter-compréhension difficile entre les habitants de zones linguistiques différentes.
Nauru est découverte par les Européens en 1798 et ceux-ci y arrivent en nombre extrêmement réduit à partir de 1830. Le nauruan conserve son identité jusqu'en 1888, date de l'annexion de Nauru par l'empire colonial allemand et de l'établissement de missions protestantes et catholiques . Les nauruans sont alors occidentalisés, évangélisés et apprennent l'allemand . Ces changements culturels conduiront à l'incorporation dans le nauruan d'emprunts venant de l'allemand.
Quatre figures historiques de Nauru contribueront énormément à l'étude et à la traduction du nauruan : le pasteur allemand Philip Delaporte et sa femme, présents sur Nauru de 1899 à 1917, le missionnaire catholique allemand Alois Kayser, présent sur Nauru de 1904 à 1943, et l'Allemand Paul Hambruch qui visite l'île en mai 1909 et de septembre à novembre 1910. Ces quatre personnes seront les premières à étudier le nauruan, à traduire des ouvrages dans cette langue et à éditer des dictionnaires et grammaires. Le premier livre écrit en nauruan, une traduction de la Bible faite par Delaporte, voit le jour en 1918.
Au début du XXe siècle, le nauruan est retranscrit avec 17 lettres de l'alphabet latin. Le seul signe diacritique utilisé est alors le tilde « ~ », utilisé uniquement sur le « n » . Peu à peu, les différents dialectes fusionnent en une langue commune empruntant des mots d'allemand et d'origine latine.
Avec la colonisation allemande puis britannique de Nauru, des ouvriers gilbertins, caroliniens et chinois sont amenés sur l'île . Ceux-ci ne parlant pas nauruan, un créole nauruan s'élabore.
En 1938, une réforme du nauruan est lancée par le Comité de la langue nauruane et Timothy Detudamo afin de rendre cette langue plus compréhensible pour les Européens et les Nord-Américains. En effet, il existe plusieurs prononciations de certaines voyelles ou consonnes alors qu'elles s'écrivent parfois de la même manière. Le but est de faire en sorte qu'un son corresponde à une lettre, ceci en introduisant autant de signes diacritiques que nécessaire. Le nauruan s'écrit depuis cette date avec 28 lettres de l'alphabet latin, signes diacritiques inclus. Mais cette réforme n'est respectée que partiellement, certains usages étant encore parfois employés au lieu d'être totalement abandonnés.
Aujourd'hui, le nauruan est cantonné à un usage informel avec une place limitée dans l'enseignement et est rarement employé dans l'administration où l'anglais prédomine.

## Répartition géographique
Le nauruan n'est parlé qu'à Nauru par environ 7 000 personnes dont environ 1 000 Gilbertins, Tuvaluans, Kosraéens et Marshallais qui l'utilisent comme langue secondaire.

### Statut officiel
Le nauruan est l'unique langue officielle de Nauru bien que ce ne soit pas inscrit dans sa constitution adoptée le 29 janvier 1968 à l'occasion de l'indépendance du 31 janvier,. Pourtant, dans les faits, la politique linguistique de Nauru est bilinguiste.
L'anglais est la langue de la législation dans les textes et les tribunaux bien que la constitution garantisse le droit à un interprète pour une personne inculpée. De plus, tout élément du dossier ne pourra être accepté s'il s'agit d'une traduction du nauruan.
Dans le gouvernement, l'anglais est très utilisé à l'écrit alors que le nauruan l'est plutôt à l'oral. La majorité des documents administratifs et commerciaux sont rédigés en anglais.
En ce qui concerne l'éducation, celle-ci est sous la responsabilité à la fois du ministère de l'Éducation (santé, mathématiques, anglais, etc.) et des différents districts de l'île. Le nauruan doit être enseigné en tant que langue nationale mais l'anglais ne doit pas non plus être négligé dans le but que les nauruans soient tous bilingues. Mais dans la réalité l'anglais est la langue privilégiée de l'enseignement, surtout au secondaire où son usage est presque exclusif.
Les médias sont quant à eux bilingues (télévision, radio) sauf la presse qui est uniformément anglophone.

### Dialectes
Aujourd'hui, il ne subsiste pratiquement aucune des variations ou dialectes du nauruan qui existaient jusqu'au début du XXe siècle. Seule subsiste une forme légèrement dialectale, le yaren, encore utilisée dans le district de Yaren.

### Langue dérivée
Il n'existe pas de créole ou de pidgin à base de nauruan. Un pidgin chinois anglais (en) ainsi qu'un créole dérivé sont toutefois parlés à Nauru.

## Écriture

### Histoire de l'écriture du nauruan
À l'origine, soit le nauruan ne s'écrivait pas, soit l'usage de son écriture s'est perdu ce qui explique l'absence totale de données archéologiques écrites sur Nauru. Ce sont les missionnaires Philip Delaporte et Alois Kayser qui, en étudiant le nauruan, retranscrivent cette langue dans l'alphabet latin.
Cette langue ne nécessite à l'origine que 17 lettres :
- cinq voyelles : a, e, i, o, u ;
- douze consonnes : b, d, g, j, k, m, n, p, q, r, t, w.

Les lettres c, f, h, l, s, v, x, y et z ne sont alors pas utilisées. Sous l'influence croissante des langues étrangères (surtout l'allemand, le pidgin chinois anglais (en) et le gilbertin) de nouvelles lettres sont incorporées. Par ailleurs, il existe des différences phonétiques entre quelques voyelles comme des umlauts (métaphonies) et d'autres différences de sons analogues qui ne peuvent être indiquées que par un tilde.
La réforme de 1938 lancée par le Comité de la langue nauruane et Timothy Detudamo a pour but de rendre la langue plus compréhensible pour les Européens et les Nord-Américains. Il est alors prévu d'introduire autant de signes diacritiques que nécessaire afin que les différentes tonalités des voyelles soient représentées dans l'écriture.
- Le tilde sur les voyelles est remplacé par un accent, « õ » et « ũ » devenant ainsi « ò » et « ù », le « ã » étant remplacé par « e ».
- Le « y » est introduit afin de bien différencier les mots employant le « j » prononcé comme en anglais (par exemple puji). Ainsi des mots comme ijeiji sont changés en iyeyi.
- Le « ñ » cède la place à « ng » afin de le différencier du « ñ » espagnol.
- Les consonnes doubles « Bu » et « qu » sont remplacées par « bw » et « kw ».
- Le « ts » prononcé comme le « j » anglais est remplacé par la lettre « j ».
- Le « w » écrit à la fin des mots est supprimé.

Ces réformes ne furent réalisées que partiellement : bien que les lettres « ã » et « ñ » soient le plus souvent remplacées par « e » et « ng », que le « y » soit entré dans l'usage et que l'écriture des doubles consonnes « bw » et « kw » fut mise en application, les métaphonies « õ » et « ũ » s'écrivent encore avec des tildes et le « ts » qui aurait dû être remplacé par le « j » ne l'est que partiellement. Ainsi les noms des districts de Baiti et Ijuw sont encore écrits suivant la vieille orthographe alors qu'ils devraient l'être Beiji et Iyu.
Depuis l'introduction de la réforme, le nauruan s'écrit avec 28 lettres latines, signes diacritiques inclus :
- voyelles : a, ã, e, i, o, õ, u et ũ ;
- semi-voyelle : j ;
- consonnes : b, c, d, f, g, h, j, k, l, m, n, ñ, p, q, r, s, t, w, y et z.

Seules les lettres « v » et « x » ne sont toujours pas employées.

## Prononciation

### Voyelles[pasclair]
La voyelle a présente cinq tonalités :
- comme dans le mot anglais « father ». Exemple : abab (« tue »)
- comme dans le mot français « madame ». Exemple : e man (« il est mort »)
- comme dans le mot anglais « quantity ». Exemple : ouwak (« large »)
- comme dans le mot français « lâche ». Exemple : eokwan (« le soleil »)
- comme dans le mot allemand « Mähne » (ã). Exemple : imuinãn (« la nouvelle » - dans le sens des informations)

La voyelle e présente trois tonalités :
- comme dans le mot anglais « pet ». Exemple : emedena (« la rue »)
- comme dans le mot anglais « pain ». Exemple : innen (« sa mère »)
- comme dans le mot français « épée ». Exemple : bebe (« léger »)

La voyelle i présente deux tonalités :
- comme dans le mot allemand « Sinn ». Exemple : imin (« chose, article »)
- une combinaison des sons « ü » et « i » qui apparaît aussi parfois en suisse allemand. Exemple : ninenin (« tirer »)

La voyelle o présente trois tonalités :
- comme dans le mot anglais « roll ». Exemple : bobo (« sentir »)
- comme dans le mot anglais « son ». Exemple : ekom (« enquête »)
- comme dans le mot allemand « Möhre » ou dans le mot français « feu » (õ). Exemple : ebõg (« eau fraîche »)

La voyelle u présente deux tonalités :
- comme dans le mot anglais « took ». Exemple : dudu (« à l'eau »)
- comme dans le mot allemand « Mühe » (ũ). Exemple : ibũgibũgi (« herbe »)

### Consonnes
La consonne « ñ » (n avec un tilde ~) représente le son « ng ». Bien que les mots en nauruan possédant un « ñ » doivent aujourd'hui s'écrire avec « ng », le vieux « ñ » est encore utilisé. Ainsi, le nom du district de Meneng est aussi bien écrit Meneñ que Meneng.

## Exemples
Le vocabulaire nauruan contient quelques mots issus de l'allemand comme Gott (Dieu) et firmament (sphère céleste) dont l'emprunt remonte à la forte influence des missionnaires allemands de la fin du XIXe siècle et du début du XXe siècle. Des mots empruntés au latin tels que « õrig » venant de origo (commencement) sont également présents.
L'hymne national de Nauru, Nauru Bwiema, constitue aussi un bon exemple de texte en nauruan.
| Français | Nauruan       | Prononciation standard |
| -------- | ------------- | ---------------------- |
| terre    | eb, emwarere  |                        |
| ciel     | ianweron      |                        |
| eau      | ebòk          |                        |
| feu      | àe            |                        |
| homme    | eman          |                        |
| femme    | ân, aget eman |                        |
| manger   | ijeiji, òn    |                        |
| boire    | eren          |                        |
| grand    | ouwak         |                        |
| petit    | oniñ, kadudu  |                        |
| nuit     | iò ôbùm       |                        |
| jour     | arran, ibùm   |                        |